# Kowrózek
Kowrózek est un village de Pologne situé en Couïavie-Poméranie, dans le gmina (commune) de Łysomice,.

## Géographie

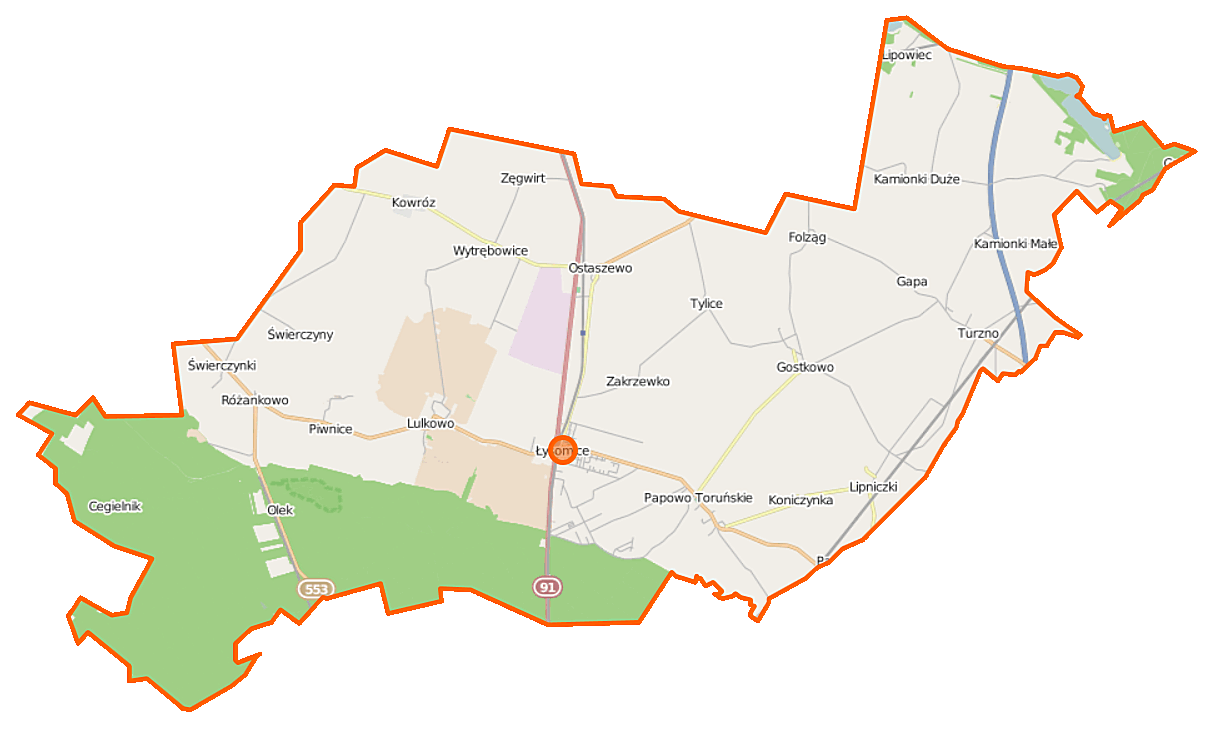
Carte de la gmina de Łysomice.